# Arthur Vermeeren
Arthur Denis Vermeeren (Lier, 7 febbraio 2005) è un calciatore belga, centrocampista del RB Lipsia in prestito dall'Atlético Madrid e della nazionale belga.

## Caratteristiche tecniche
È un mediano abile nell'impostazione del gioco e bravo nei passaggi. Ha dichiarato di ispirarsi a N'Golo Kanté.
Nell'ottobre del 2023, è stato incluso nella lista dei 25 finalisti del premio European Golden Boy, assegnato dal quotidiano Tuttosport al miglior giocatore Under-21 militante in un campionato europeo.

## Carriera

### Club

#### Giovanili e il passaggio all'Anversa
Cresciuto nei settori giovanili di Lierse e Malines, nel 2018 si trasferisce all'Anversa, firmando nel 2021 il primo contratto con il Great Old, di durata triennale. Lanciato in prima squadra da Mark van Bommel, esordisce tra i professionisti l'11 agosto 2022, in occasione dell'incontro di qualificazione alla Conference League vinta per 2-0 contro il Lillestrøm. Si impone in seguito come titolare nel ruolo, arrivando a prolungare fino al 2026 con i biancorossi. Al termine della prima stagione tra i professionisti vince la Coppa del Belgio e il campionato, primo titolo da 66 anni, conquistato nei minuti di recupero dell'ultima giornata.

#### Atletico Madrid e Lipsia
Il 23 gennaio 2024 diventa ufficiale il suo passaggio all'Atletico Madrid per 25 milioni di euro, firmando un contratto fino al 30 giugno 2030.
Il 26 agosto 2024 viene ceduto in prestito al RB Lipsia.
Il 17 gennaio 2025 viene riscattato dai tedeschi.

### Nazionale
Il 13 ottobre 2023 fa il suo esordio in nazionale maggiore nel successo per 2-3 contro l'Austria.

## Statistiche

### Presenze e reti nei club
Statistiche aggiornate al 15 gennaio 2025.
| Stagione        | Squadra         | Campionato      | Campionato | Campionato | Coppe nazionali | Coppe nazionali | Coppe nazionali | Coppe continentali | Coppe continentali | Coppe continentali | Altre coppe | Altre coppe | Altre coppe | Totale | Totale |
| Stagione        | Squadra         | Comp            | Pres       | Reti       | Comp            | Pres            | Reti            | Comp               | Pres               | Reti               | Comp        | Pres        | Reti        | Pres   | Reti   |
| --------------- | --------------- | --------------- | ---------- | ---------- | --------------- | --------------- | --------------- | ------------------ | ------------------ | ------------------ | ----------- | ----------- | ----------- | ------ | ------ |
| 2022-2023       | Anversa         | D1              | 26         | 1          | CB              | 6               | 0               | UECL               | 2                  | 0                  | -           | -           | -           | 34     | 1      |
| 2023-gen. 2024  | Anversa         | D1              | 21         | 1          | CB              | 2               | 0               | UCL                | 8                  | 1                  | SB          | 1           | 0           | 32     | 2      |
| Totale Anversa  | Totale Anversa  | Totale Anversa  | 47         | 2          |                 | 8               | 0               |                    | 10                 | 1                  |             | 1           | 0           | 66     | 3      |
| gen.-giu. 2024  | Atlético Madrid | PD              | 5          | 0          | CR              | 0               | 0               | UCL                | 0                  | 0                  | -           | -           | -           | 5      | 0      |
| 2024-2025       | RB Lipsia       | BL              | 15         | 0          | CG              | 2               | 0               | UCL                | 5                  | 0                  | -           | -           | -           | 22     | 0      |
| Totale carriera | Totale carriera | Totale carriera | 67         | 2          |                 | 10              | 0               |                    | 15                 | 1                  |             | 1           | 0           | 93     | 3      |

## Palmarès

### Club

#### Competizioni nazionali
- Campionato belga: 1

Anversa: 2022-2023
- Coppa del Belgio: 1

Anversa: 2022-2023
- Supercoppa del Belgio: 1

Anversa: 2023